# Animositisomina
Animositisomina es el octavo álbum de estudio de la banda de metal industrial estadounidense Ministry, publicado en 2003. Es el primer álbum de estudio de la agrupación publicado por la discográfica Sanctuary Records. El título es un palíndromo, hecho de la palabra inglesa "animosity" escrita sin la última letra, en un estilo similar al utilizado en el nombre del álbum Aoxomoxoa de la banda The Grateful Dead. En una entrevista, Al Jourgensen afirmó que estaba aburrido en el momento de buscarle un nombre al álbum y que se le ocurrió el palíndromo. También reveló que se trata del álbum que menos le gusta de Ministry (sacando de la lista a With Sympathy), declarando que no fue fácil de grabar y que tuvo que alejarse de la heroína durante las sesiones de grabación. "Leper", la última canción del álbum, tuvo que ser grabada de manera instrumental, ya que Jourgensen abandonó el estudio y no quiso escribir una letra para la canción.

## Lista de canciones
| N.º | Título                      | Escritor(es)                                | Duración |  |
| 1.  | «Animosity»                 | Jourgensen, Barker, Brody, Grossman         | 4:36     |  |
| 2.  | «Unsung»                    | Jourgensen, Barker, Svitek, Washam          | 3:11     |  |
| 3.  | «Piss»                      | Jourgensen, Barker, Svitek, Washam          | 5:10     |  |
| 4.  | «Lockbox»                   | Jourgensen, Barker, Brody, Svitek, Washam   | 4:45     |  |
| 5.  | «Broken»                    | Jourgensen, Barker, Brody                   | 4:52     |  |
| 6.  | «The Light Pours Out of Me» | Devoto, Shelley, McGeoch                    | 4:26     |  |
| 7.  | «Shove»                     | Jourgensen, Barker, Brody                   | 5:53     |  |
| 8.  | «Impossible»                | Jourgensen, Barker, Svitek, Washam, Kinslow | 7:43     |  |
| 9.  | «Stolen»                    | Jourgensen, Barker, Brody                   | 4:09     |  |
| 10. | «Leper» (instrumental)      | Jourgensen, Barker, Brody                   | 9:00     |  |

## Créditos
- Al Jourgensen – voz (1-8), guitarra (1-8, 10), teclados (1, 4-6, 8, 10), programación, producción
- Paul Barker – bajo, programación, teclados (2, 5, 7, 9, 10), voz (9), guitarra rítmica (5, 7, 9), producción